# ポニー福元
ポニー福元（ポニーふくもと、1989年8月26日 - ）は、日本のお笑い芸人。俳優の綾野剛のモノマネの際は綾野柔（あやのじゅう）とも名乗る。吉本興業東海支社所属。

## 経歴
1989年愛知県豊田市に生まれる。豊田市立挙母小学校、豊田市立崇化館中学校、愛知県立豊田西高等学校、早稲田大学社会科学部出身。大学在学中に東京NSCに17期生として入学し、東京吉本に所属。
2013年10月に『芸人同棲』の番組内で1期先輩のなめたらいかんぜよ。MARIと「マーマレード」を結成するが、1年で解散。2018年より安田孟とのコンビ「アトキンソン」として活動後、豊田市に帰郷し、2023年6月より吉本興業東海支社に移籍。
2023年8月にWE LOVE とよたサポーターズに任命される。

## 出演番組
- 芸人同棲（テレビ朝日、テレ朝動画）- 2ndシーズンレギュラー
- ラジオな2人(BS-Dlife)

- 日テレものまねグランプリ【トルネード そっくりSHOW!】
- 発掘バトル どらヤバイ店に行ってみりん（ひまわりネットワーク） - レギュラー（2023年4月9日 - 2023年9月23日、2025年3月28日 - ）[5]
- Beat Around 834 サテライトFLASH（メディアスFM）- ラジオパーソナリティ（2023年10月2日 - 2023年12月25日）
- 進め！豊田少年家族（ひまわりネットワーク） - ゆうれい役（2023年10月14日 - ）